# Сейбін (острів)
Сейбін (дан. Sabine Ø) — острів на північний схід від Волластон Форленд, раніше відомий як острів Внутрішній маятник. Він знаходиться в районі Національного парку Північно-Східної Гренландії.
Острів Сейбін має довжину 16 км від Кап-Ноймайєра на півночі до Тедді-Удкіга на півдні та 14 км завширшки. Площа становить 155,9 км², а берегова лінія — 59,8 км. Найвищою висотою є Кеферштайн, висота якого становить 699 м. Інші важливі вершини Кронеб'єрг, Тафелб'єрг і Соспідсен.
Разом із острівцем під назвою «острів Моржа» (дан. Hvalros Ø) біля його південної точки та островом Малий Маятник, розташованим на сході, він утворює групу Маятникових островів. На острові залишилися численні хатини, якими користувалися інуїти.
Існує також невеликий острів Сейбін у затоці Мелвілл на північному заході Гренландії, оскільки англійський мандрівник-дослідник Едвард Себін також був у 1818 році в експедиції Росса до цих країв. Цей відкритий острівець був місцем американської станції LORAN у післявоєнний час.
З серпня 1942 по червень 1943 року на східній стороні острова успішно діяла німецька метеорологічна експедиція Unternehmen Holzauge під командуванням капітана Германа Ріттера зі штабом у затоці Ганза. У березні 1943 року станцію противника виявив патруль північно-східної Гренландії, створений губернатором Гренландії Еске Брун. У травні станцію розбомбили американські літаки з Ісландії на чолі з полковником Бернтом Балхеном. У червні вцілілі члени німецької команди були евакуйовані до Норвегії повітрям з гідролітаком Do 26, запущеного з корабля Schwabenland.